# Puhja (Elva)
Puhja est une localité de la commune d'Elva, en Estonie.
Au 31 décembre 2011, il compte 923 habitants.